# 12670 Passargea
12670 Passargea è un asteroide della fascia principale. Scoperto nel 1979, presenta un'orbita caratterizzata da un semiasse maggiore pari a 2,2115982 au e da un'eccentricità di 0,2109507, inclinata di 5,52095° rispetto all'eclittica.
L'asteroide è dedicato all'astronomo amatoriale tedesco Michael Paul Oskar Passarge.